# Domonic Bedggood
Domonic Bedggood (Gold Coast, 18 settembre 1994) è un tuffatore australiano.

## Biografia
Ai Campionati mondiali di nuoto di Kazan' 2015 ha vinto la medaglia di bronzo, in coppia con Melissa Wu, nel concorso dei tuffi dalla piattaforma 10 mentro sincro misti.
Ha vinto la medaglia d'oro ai Giochi del Commonwealth di Glasgow 2015 nella piattaforma 10 metri sincro, in coppia con Matthew Mitcham.
Ha rappresentato l'Australia ai Giochi olimpici di Rio de Janeiro 2016, piazzandosi dodicesimo nel concorso della piattaforma 10 metri.
Ai Giochi del Commonwealth di Gold Coast 2018, disputati nella sua città natale, ha vinto tre medaglie: l'oro nella piattaforma 10 metri, il bronzo nella piattaforma 10 metri sincro, in coppia con Matthew Taylor ed il bronzo nel trampolino 3 metri sincro, con il connazionale Declan Stacey.

## Palmarès
- Mondiali

Kazan 2015: bronzo nel sincro 10m misti.
Fukuoka 2023: argento nel sincro 3m misti.
Doha 2024: oro nel sincro 3m misti.
- Giochi del Commonwealth

Glasgow 2015: oro nella piattaforma 10m.
Gold Coast 2018: oro nella piattaforma 10m, bronzo nel sincro 3m e nel sincro 10m.
Birmingham 2022: bronzo nel sincro 10m.